# Rajd Grecji 2000

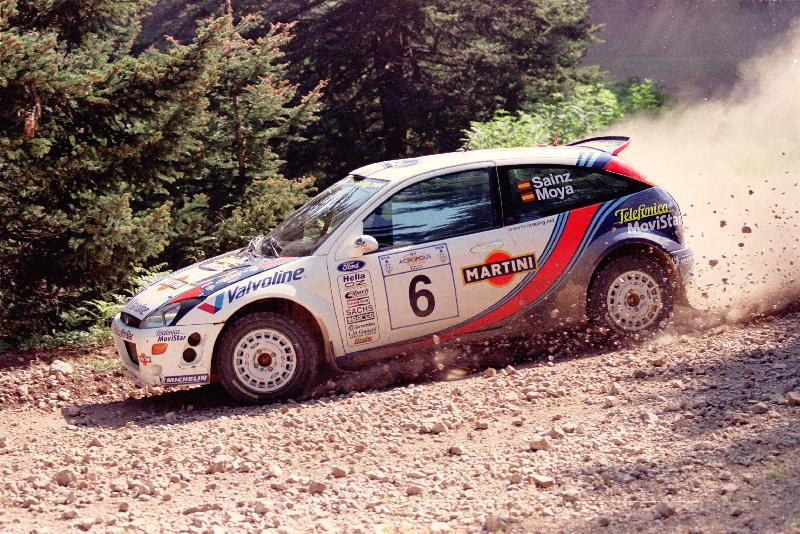
Carlos Sainz podczas rajdu

Rezultaty Rajdu Grecji (47th Acropolis Rally), eliminacji Rajdowych Mistrzostw Świata w 2000 roku, który odbył się w dniach 9–11 czerwca. Była to siódma runda czempionatu w tamtym roku i piąta szutrowa, a także siódma w Production World Rally Championship. Bazą rajdu było miasto Ateny. Zwycięzcami rajdu została brytyjska załoga Colin McRae i Nicky Grist jadąca Fordem Focusem WRC. Wyprzedzili oni Hiszpanów Carlosa Sainza i Luísa Moyę, także jadących Fordem Focusem WRC oraz Finów Juhę Kankkunena i Juhę Repo w Subaru Imprezie WRC. Z kolei w Production WRC zwyciężyli Argentyńczycy Gabriel Pozzo i Rodolfo Ortíz w Mitsubishi Lancerze Evo VI.
Rajdu nie ukończyło dziewięć załóg fabrycznych. Fin Tommi Mäkinen z zespołu Mitsubishi odpadł na 5. odcinku specjalnym na skutek awarii koła, a jego partner z zespołu, Belg Freddy Loix, uszkodził zawieszenie na 2. odcinku specjalnym. Kierowca Subaru Imprezy WRC, Brytyjczyk Richard Burns, miał awarię turbosprężarki na 14. oesie. Z rajdu wycofali się również dwaj kierowcy Seata Córdoby WRC. Francuz Didier Auriol miał awarię na 7. oesie, a Finowi Toniemu Gardemeisterowi zepsuł się układ kierowniczy na 10. oesie. Fin Marcus Grönholm jadący Peugeotem 206 WRC miał awarię silnika na 9. oesie, a Hiszpan Luís Climent w Škodzie Octavii WRC stracił koło na 3. oesie. Rajdu nie ukończyli dwaj kierowcy Hyundaia Accenta WRC. Szwed Kenneth Eriksson miał awarię silnika na 3. oesie, a Brytyjczyk Alister McRae nie zmieścił się w limicie czasowym na 5. oesie.

## Klasyfikacja ostateczna
| Miejsce                     | Zawodnik                  | Pilot                     | Samochód                  | Czas                      | Strata                    | Grupa                     | Punkty                    |
| WRC (pierwsza dziesiątka)   | WRC (pierwsza dziesiątka) | WRC (pierwsza dziesiątka) | WRC (pierwsza dziesiątka) | WRC (pierwsza dziesiątka) | WRC (pierwsza dziesiątka) | WRC (pierwsza dziesiątka) | WRC (pierwsza dziesiątka) |
| --------------------------- | ------------------------- | ------------------------- | ------------------------- | ------------------------- | ------------------------- | ------------------------- | ------------------------- |
| 1.                          | Colin McRae               | Nicky Grist               | Ford Focus WRC            | 4:56:54.8                 |                           | A8 M                      | 10                        |
| 2.                          | Carlos Sainz              | Luís Moya                 | Ford Focus WRC            | 4:57:17.9                 | +23.1                     | A8 M                      | 6                         |
| 3.                          | Juha Kankkunen            | Juha Repo                 | Subaru Impreza WRC        | 5:03:33.1                 | +6:38.3                   | A8 M                      | 4                         |
| 4.                          | Toshihiro Arai            | Roger Freeman             | Subaru Impreza WRC        | 5:04:35.6                 | +7:40.8                   | A8 TC                     | 3                         |
| 5.                          | Armin Schwarz             | Manfred Hiemer            | Škoda Octavia WRC         | 5:06:05.8                 | +9:11.0                   | A8 M                      | 2                         |
| 6.                          | Abdullah Bakhashab        | Bobby Willis              | Toyota Corolla WRC        | 5:09:49.7                 | +12:54.9                  | A8 TC                     | 1                         |
| 7.                          | Jean-Pierre Richelmi      | Thierry Barjou            | Subaru Impreza WRC        | 5:10:28.1                 | +13:33.3                  | A8                        |                           |
| 8.                          | Frédéric Dor              | Didier Breton             | Subaru Impreza WRC        | 5:10:54.6                 | +13:59.8                  | A8 TC                     |                           |
| 9.                          | François Delecour         | Daniel Grataloup          | Peugeot 206 WRC           | 5:12:07.1                 | +15:12.3                  | A8 M                      |                           |
| 10.                         | Janis Papadimitriou       | Nikos Petropoulos         | Subaru Impreza WRC        | 5:13:16.4                 | +16:21.6                  | A8                        |                           |
| PWRC (punktujący zawodnicy) |                           |                           |                           |                           |                           |                           |                           |
| 1. (11.)                    | Gabriel Pozzo             | Rodolfo Ortíz             | Mitsubishi Lancer Evo VI  | 5:18:51.8                 |                           | N4                        | 10                        |
| 2. (12.)                    | Gustavo Trelles           | Jorge del Buono           | Mitsubishi Lancer Evo VI  | 5:20:04.6                 | +1:12.8                   | N4                        | 6                         |
| 3. (13.)                    | Manfred Stohl             | Peter Müller              | Mitsubishi Lancer Evo VI  | 5:20:47.7                 | +1:55.9                   | N4                        | 4                         |
| 4. (14.)                    | Ramón Ferreyros           | Gonzalo Sáenz             | Mitsubishi Lancer Evo VI  | 5:23:17.1                 | +4:25.3                   | N4                        | 3                         |
| 5. (21.)                    | Bob Colsoul               | Tom Colsoul               | Mitsubishi Lancer Evo V   | 5:57:10.5                 | +38:18.7                  | N4                        | 2                         |
| 6. (22.)                    | Pawlos Moschoutis         | Emmanouel Wardaxis        | Mitsubishi Lancer Evo III | 5:57:45.3                 | +38:53.5                  | N4                        | 1                         |

1. ↑  Litera M przy oznaczeniu grupy do której należy samochód oznacza, iż tylko ci kierowcy zdobywali punkty dla swoich zespołów liczonych w klasyfikacji producentów na koniec sezonu.

## Zwycięzcy odcinków specjalnych
| Dzień      | Odcinek | G. rozp. | Nazwa          | Długość  | Zwycięzca                      | Czas    | Lider rajdu     |
| ---------- | ------- | -------- | -------------- | -------- | ------------------------------ | ------- | --------------- |
| 1 (9 CZE)  | SS1     | 11:40    | Skourta        | 20.02 km | Marcus Grönholm                | 11:54.6 | Marcus Grönholm |
| 1 (9 CZE)  | SS2     | 12:11    | Klidi          | 8.09 km  | Colin McRae                    | 5:40.1  | Marcus Grönholm |
| 1 (9 CZE)  | SS3     | 12:42    | Thiva          | 20.12 km | Colin McRae                    | 16:23.1 | Colin McRae     |
| 1 (9 CZE)  | SS4     | 15:40    | Kineta         | 9.47 km  | Marcus Grönholm Petter Solberg | 5:20.7  | Colin McRae     |
| 1 (9 CZE)  | SS5     | 16:05    | Agii Theodoroi | 31.11 km | Colin McRae                    | 24:47.6 | Colin McRae     |
| 2 (10 CZE) | SS6     | 09:47    | Zeli 1         | 28.32 km | Richard Burns                  | 20:44.9 | Colin McRae     |
| 2 (10 CZE) | SS7     | 10:47    | Mendenitsa 1   | 28.05 km | Colin McRae                    | 19:58.5 | Colin McRae     |
| 2 (10 CZE) | SS8     | 12:27    | Paleohori 1    | 10.71 km | Richard Burns                  | 7:46.0  | Colin McRae     |
| 2 (10 CZE) | SS9     | 13:08    | Gravia 1       | 25.56 km | Carlos Sainz                   | 18:18.6 | Colin McRae     |
| 2 (10 CZE) | SS10    | 13:47    | Elatos 1       | 10.56 km | Richard Burns                  | 8:40.3  | Colin McRae     |
| 2 (10 CZE) | SS11    | 15:59    | Zeli 2         | 28.32 km | Richard Burns                  | 20:48.8 | Colin McRae     |
| 2 (10 CZE) | SS12    | 16:59    | Mendenitsa 2   | 28.05 km | Colin McRae                    | 20:04.1 | Colin McRae     |
| 3 (11 CZE) | SS13    | 09:27    | Pavliani 1     | 24.71 km | Carlos Sainz                   | 20:23.2 | Colin McRae     |
| 3 (11 CZE) | SS14    | 10:10    | Stromi 1       | 22.82 km | Petter Solberg                 | 18:02.9 | Colin McRae     |
| 3 (11 CZE) | SS15    | 11:48    | Paleohori 2    | 10.71 km | Carlos Sainz                   | 7:46.7  | Colin McRae     |
| 3 (11 CZE) | SS16    | 12:29    | Gravia 2       | 25.56 km | Carlos Sainz                   | 18:28.0 | Carlos Sainz    |
| 3 (11 CZE) | SS17    | 13:08    | Elatos 2       | 10.56 km | Petter Solberg                 | 8:46.5  | Carlos Sainz    |
| 3 (11 CZE) | SS18    | 15:00    | Pavliani 2     | 24.71 km | Petter Solberg                 | 20:16.2 | Carlos Sainz    |
| 3 (11 CZE) | SS19    | 15:43    | Stromi 2       | 22.82 km | Petter Solberg                 | 18:15.0 | Colin McRae     |

## Klasyfikacja po 7 rundach
Tabele przedstawiają tylko pięć pierwszych miejsc.

### Kierowcy
| Lp. | Kierowca        | Pkt |
| --- | --------------- | --- |
| 1   | Richard Burns   | 38  |
| 2   | Colin McRae     | 24  |
| 3   | Marcus Grönholm | 24  |
| 4   | Tommi Mäkinen   | 23  |
| 5   | Carlos Sainz    | 23  |

### Producenci
| Lp. | Producent                    | Pkt |
| --- | ---------------------------- | --- |
| 1   | Subaru World Rally Team      | 58  |
| 2   | Ford Martini                 | 47  |
| 3   | Peugeot Esso                 | 31  |
| 4   | Marlboro Mitsubishi Ralliart | 29  |
| 5   | Škoda World Rally Team       | 8   |